# Großer Preis von Malaysia 2000
Der Große Preis von Malaysia 2000 (offiziell II Petronas Malaysian Grand Prix) fand am 22. Oktober auf dem Sepang International Circuit in Sepang statt und war das 17. und letzte Rennen der Formel-1-Weltmeisterschaft 2000.

## Berichte

### Hintergrund
Nach dem Großen Preis von Japan stand Michael Schumacher bereits als Weltmeister fest. In der Fahrerwertung führte er uneinholbar mit zwölf Punkten vor Mika Häkkinen und mit 31 Punkten vor David Coulthard. In der Konstrukteurswertung führte Ferrari mit 13 Punkten vor McLaren-Mercedes und mit 120 Punkten vor Williams-BMW.
Das Wochenende stand ganz im Zeichen des letzten Rennens von Jaguar-Fahrer Johnny Herbert und Pedro Diniz von Sauber. Kurz zuvor wurde bekannt gegeben, dass Herbert in die CART-Serie wechseln würde, und er bestätigte, dass er ein Angebot, eine Testposition für das Williams-Team anzunehmen, abgelehnt habe. Die Zukunft von Diniz war jedoch ungewiss, da Gerüchten zufolge er nach umfangreichen Verhandlungen mit dem Team zu Prost wechseln sollte.
Mit Eddie Irvine (einmal) trat der bisher einzige Sieger zu diesem Grand Prix an.

### Training

#### Freitagstraining
Das erste freie Training am Freitag entschied Häkkinen für sich. Michael Schumacher und Coulthard folgten dahinter.

#### Samstagstraining
Das zweite freie Training am Samstag ging dann an Coulthard vor Michael Schumacher und Alexander Wurz.

### Qualifying
Michael Schumacher sicherte sich mit 1:37,397 Minuten die Pole-Position vor den beiden McLaren-Piloten Häkkinen und Coulthard.

### Warm-up
Im Warm-up war Ricardo Zonta der Schnellste, gefolgt von Häkkinen und Michael Schumacher.

### Rennen
Häkkinen, der an der Seite von Michael Schumacher startete, hatte einen Vorsprung, nachdem er sich beim Start zu früh bewegte und dann die Führung übernahm. Coulthard hatte einen guten Start und überholte Michael Schumacher auf der Außenseite als Zweiter in der ersten Kurve.
Pedro Diniz versuchte, Nick Heidfeld zu überholen, der in der zweiten Kurve neben Pedro de la Rosa fuhr, aber er schoss über die Einfahrt hinaus und prallte gegen das Heck von Jean Alesis Auto, das herumgeschleudert wurde und Heidfeld berührte. Heidfeld drückte de La Rosa gegen die Wand; de La Rosa, Diniz und Heidfeld waren die ersten Ausfälle des Rennens, während Alesi weiterfahren konnte. Beide Minardi-Fahrer wurden zum Ausweichen gezwungen. In derselben Runde wurde Ralf Schumacher beim Versuch, Irvine zu überholen, auf den Rasen gezwungen und Jarno Trulli beschädigte seinen Frontflügel, nachdem er mit dem Jaguar kollidierte. Trulli hielt wegen eines neuen Frontflügels an, während Jos Verstappen abrutschte. Diese Vorfälle machten den Einsatz des Safety-Cars erforderlich.
Als das Safety-Car am Ende der zweiten Runde in die Boxengasse einfuhr, wurde das Rennen mit Häkkinen an der Spitze fortgesetzt. Häkkinen ließ seinen Teamkollegen Coulthard in Runde drei an der Spitze vorbei und wurde später von beiden Ferrari-Fahrern überholt, nachdem er in derselben Runde in einer Kurve zu weit gefahren war. In der dritten Runde führte somit Coulthard vor Michael Schumacher, Rubens Barrichello, Häkkinen, Wurz und Jacques Villeneuve. Da er mit einem leicht betankten Auto fuhr, begann Coulthard mit aufeinanderfolgenden schnellsten Runden sich sofort von Michael Schumacher abzusetzen. Häkkinen erhielt in der vierten Runde eine Stop-and-Go-Strafe von zehn Sekunden, weil er zu früh gestartet war. Ricardo Zonta rückte auf den achten Platz vor, nachdem er Jenson Button und Herbert überholte. In derselben Runde verlor Button eine weitere Position an Mika Salo. Unterdessen begann Verstappen Boden gutzumachen und übernahm den 16. Platz von Marc Gené.
Häkkinen saß seine Strafe in der fünften Runde ab und verlor etwa 23,8 Sekunden, da die Boxengasseneinfahrt an der Außenseite der letzten Kurve lag und die Fahrer eine längere Schlange als auf der Strecke nehmen mussten. Er kam als 19. wieder auf die Strecke. Heinz-Harald Frentzen kam von der Strecke ab und fuhr noch in derselben Runde zur Reparatur in die Boxengasse. Verstappen überholte Ralf Schumacher und belegte den 14. Platz. Coulthard fuhr in Runde sieben eine neue schnellste Runde des Rennens, eine 1:40,679 Minuten, und baute seinen Vorsprung auf Michael Schumacher auf 3,6 Sekunden aus, der 2,6 Sekunden vor seinem Teamkollegen Barrichello lag. Wurz lag 4,2 Sekunden hinter Barrichello, setzte sich aber als Fünfter stetig von Villeneuve ab. Verstappen überholte Giancarlo Fisichella auf dem elften Platz, bevor Frentzen nach einem Ausfall der Servolenkung in Runde sieben ausschied. Trulli überholte Gastón Mazzacane in der folgenden Runde und belegte den 16. Platz. Salo überholte Herbert in Runde neun und belegte den achten Platz, während Ralf Schumachers Auto mechanische Probleme bekam.
In der zehnten Runde kam Coulthard in Kurve sechs von der Strecke ab, wobei Trümmer in seinen linken Kühlereinlass eindrangen. Dies erhöhte die Motortemperatur in Coulthards Auto, und McLaren war gezwungen, seine Rennstrategie zu ändern, als sein Motor zu stark überhitzte. Weiter hinten verlor Gené den 13. Platz an Alesi, als Trulli einen Boxenstopp einlegte, um weitere Reparaturen an seinem Auto durchzuführen Zu Beginn der zwölften Runde hatte Coulthard einen Vorsprung von 5,6 Sekunden vor Michael Schumacher, wobei Verstappen Button als Zehnter überholte. Häkkinen rückte auf den 14. Platz vor, nachdem er in den nächsten drei Runden Ralf Schumacher und Gené überholt hatte. Salo und Alesi waren die ersten Fahrer, die in Runde 16 geplante Boxenstopps einlegten. Coulthard machte eine Runde später einen Boxenstopp, um die Trümmer von seinem Kühler zu entfernen und so sein Überhitzungsproblem zu lösen. Als Sechster kehrte er in die Rennstrecke zurück. Das McLaren-Duo verfolgte unterschiedliche Strategien: Coulthard fuhr eine Zwei-Stopp-Strategie während Häkkinen mit einem Stopp fuhr. Button war der nächste Ausfall des Rennens, als sein Motor in Runde 19 ausfiel. Michael Schumacher fuhr weiterhin die schnellsten Runden in Folge und baute sich bei seinem ersten Boxenstopp in Runde 24 einen Vorsprung von 8,8 Sekunden auf Barrichello auf. Barrichello führte eine Runde lang, bevor sein Boxenstopp in der folgenden Runde Michael Schumacher wieder an die Spitze brachte.
Bis zum Ende der 26. Runde hatten alle führenden Fahrer mit Zwei-Stopp-Strategie ihre Boxenstopps absolviert. Michael Schumacher führte vor Coulthard, Barrichello, Herbert, Verstappen und Villeneuve. Häkkinen überholte Villeneuve in Runde 28, kam jedoch von der Strecke ab und ließ Villeneuve zurück. Herbert machte in derselben Runde seinen einzigen Boxenstopp, blieb stehen und kam als Zwölfter wieder auf die Rennstrecke. Gené, Mazzacane, Ralf Schumacher und Verstappen machten zwischen den Runden 28 und 29 Boxenstopps. Villeneuve versuchte in Kurve 15 der 30. Runde, den vierten Platz von Häkkinen zurückzuerobern, bremste jedoch später als erwartet. Häkkinen machte in Runde 35 einen Boxenstopp und landete hinter Villeneuve und Irvine. Coulthard kam bis auf zwei Sekunden an Michael Schumacher heran, als er am Ende der 38. Runde seinen zweiten Boxenstopp absolvierte. Mit einem Satz abgenutzter Vorderreifen fuhr er wieder weiter. Gené blieb in derselben Runde neben der Boxengassensperre stehen und schied wegen eines Defekts am linken Hinterrad aus.
Michael Schumacher legte in der folgenden Runde einen Boxenstopp ein und behielt die Führung. Barrichello übernahm eine Runde lang die Führung und machte in Runde 41 seinen Boxenstopp. Dadurch konnte Michael Schumacher die Führung zurückerobern. Zu Beginn der 45. Runde war Coulthard bis auf zwei Sekunden an Michael Schumacher herangekommen. Das Team von Ralf Schumacher rief ihn in die Garage, um das Rennen aufzugeben, um einen Ausfall eines defekten Motorölversorgungssystems in dieser Runde zu verhindern. Zonta schied in einem Kiesbett mit einem Motorschaden aus, der zwei Runden später immer heißer wurde. In der 50. Runde erlitt Herberts Auto beim Bremsen zur vierten Kurve einen Defekt an der Hinterradaufhängung, wodurch er beide Hinterräder verlor. Er fuhr durch das Kiesbett und in die Reifensperre von Kurve vier. Herbert stieg ohne Hilfe aus seinem Auto und Streckenposten halfen ihm auf einer Trage beim Transport zum medizinischen Zentrum der Rennstrecke, wo er sich vorsorglich einer Röntgenaufnahme unterziehen ließ. Mazzacane war der letzte Ausfall des Rennens und der Saison mit einem Motorkolbenschaden in Runde 54.
Michael Schumacher hielt Coulthard zurück und überquerte in Runde 56 als Erster die Ziellinie, um seinen neunten Saisonsieg und den 44. seiner Karriere zu erringen. Er stellte den Siegesrekord ein, den er selbst 1995 und Nigel Mansell 1992 aufgestellt hatten. Michael Schumacher stellte auch Mansells 108-Punkte-Rekord ein. Coulthard wurde in seinem McLaren Zweiter, 0,7 Sekunden hinter Michael Schumacher, während Barrichello im anderen Ferrari Dritter und Häkkinen Vierter wurde. Villeneuve erreichte als Fünfter sein drittes Punkteergebnis in Folge und Irvine, der 1,8 Sekunden zurücklag, vervollständigte die Punktewertung als Sechster. Ferraris Rennergebnisse brachten dem Team 2000 den Konstrukteursweltmeistertitel ein. Wurz, Salo, Fisichella, Verstappen und Alesi, Trulli (der einen langsamen Reifenschaden hatte) und Mazzacane waren die letzten gewerteten Fahrer.
Diniz und Herbert schieden in ihrem letzten Formel-1-Rennen aus.

## Meldeliste
| Team                           | Nr. | Fahrer                | Chassis         | Motor                 | Reifen |
| ------------------------------ | --- | --------------------- | --------------- | --------------------- | ------ |
| West McLaren Mercedes          | 01  | Mika Häkkinen         | McLaren MP4/15  | Mercedes-Benz 3.0 V10 | B      |
| West McLaren Mercedes          | 02  | David Coulthard       | McLaren MP4/15  | Mercedes-Benz 3.0 V10 | B      |
| Scuderia Ferrari Marlboro      | 03  | Michael Schumacher    | Ferrari F1-2000 | Ferrari 3.0 V10       | B      |
| Scuderia Ferrari Marlboro      | 04  | Rubens Barrichello    | Ferrari F1-2000 | Ferrari 3.0 V10       | B      |
| Benson and Hedges Jordan       | 05  | Heinz-Harald Frentzen | Jordan EJ10B    | Mugen-Honda 3.0 V10   | B      |
| Benson and Hedges Jordan       | 06  | Jarno Trulli          | Jordan EJ10B    | Mugen-Honda 3.0 V10   | B      |
| Jaguar Racing                  | 07  | Eddie Irvine          | Jaguar R1       | Cosworth 3.0 V10      | B      |
| Jaguar Racing                  | 08  | Johnny Herbert        | Jaguar R1       | Cosworth 3.0 V10      | B      |
| BMW Williams F1 Team           | 09  | Ralf Schumacher       | Williams FW22   | BMW 3.0 V10           | B      |
| BMW Williams F1 Team           | 10  | Jenson Button         | Williams FW22   | BMW 3.0 V10           | B      |
| Mild Seven Benetton Playlife   | 11  | Giancarlo Fisichella  | Benetton B200   | Supertec 3.0 V10      | B      |
| Mild Seven Benetton Playlife   | 12  | Alexander Wurz        | Benetton B200   | Supertec 3.0 V10      | B      |
| Gauloises Prost Peugeot        | 14  | Jean Alesi            | Prost AP03      | Peugeot 3.0 V10       | B      |
| Gauloises Prost Peugeot        | 15  | Nick Heidfeld         | Prost AP03      | Peugeot 3.0 V10       | B      |
| Red Bull Sauber Petronas       | 16  | Pedro Diniz           | Sauber C19      | Petronas 3.0 V10      | B      |
| Red Bull Sauber Petronas       | 17  | Mika Salo             | Sauber C19      | Petronas 3.0 V10      | B      |
| Arrows F1 Team                 | 18  | Pedro de la Rosa      | Arrows A21      | Supertec 3.0 V10      | B      |
| Arrows F1 Team                 | 19  | Jos Verstappen        | Arrows A21      | Supertec 3.0 V10      | B      |
| Telefonica Minardi Fondmetal   | 20  | Marc Gené             | Minardi M02     | Fondmetal 3.0 V10     | B      |
| Telefonica Minardi Fondmetal   | 21  | Gastón Mazzacane      | Minardi M02     | Fondmetal 3.0 V10     | B      |
| Lucky Strike Reynard BAR Honda | 22  | Jacques Villeneuve    | BAR 002         | Honda 3.0 V10         | B      |
| Lucky Strike Reynard BAR Honda | 23  | Ricardo Zonta         | BAR 002         | Honda 3.0 V10         | B      |

## Klassifikationen

### Qualifying
| Pos. | Fahrer                | Konstrukteur      | Zeit     | Start |
| ---- | --------------------- | ----------------- | -------- | ----- |
| 01   | Michael Schumacher    | Ferrari           | 1:37,397 | 01    |
| 02   | Mika Häkkinen         | McLaren-Mercedes  | 1:37,860 | 02    |
| 03   | David Coulthard       | McLaren-Mercedes  | 1:37,889 | 03    |
| 04   | Rubens Barrichello    | Ferrari           | 1:37,896 | 04    |
| 05   | Alexander Wurz        | Benetton-Supertec | 1:38,644 | 05    |
| 06   | Jacques Villeneuve    | BAR-Honda         | 1:38,653 | 06    |
| 07   | Eddie Irvine          | Jaguar-Cosworth   | 1:38,696 | 07    |
| 08   | Ralf Schumacher       | Williams-BMW      | 1:38,739 | 08    |
| 09   | Jarno Trulli          | Jordan-Mugen      | 1:38,909 | 09    |
| 10   | Heinz-Harald Frentzen | Jordan-Mugen      | 1:38,988 | 10    |
| 11   | Ricardo Zonta         | BAR-Honda         | 1:39,158 | 11    |
| 12   | Johnny Herbert        | Jaguar-Cosworth   | 1:39,331 | 12    |
| 13   | Giancarlo Fisichella  | Benetton-Supertec | 1:39,387 | 13    |
| 14   | Pedro de la Rosa      | Arrows-Supertec   | 1:39,443 | 14    |
| 15   | Jos Verstappen        | Arrows-Supertec   | 1:39,489 | 15    |
| 16   | Jenson Button         | Williams-BMW      | 1:39,563 | 16    |
| 17   | Mika Salo             | Sauber-Petronas   | 1:39,591 | 17    |
| 18   | Jean Alesi            | Prost-Peugeot     | 1:40,065 | 18    |
| 19   | Nick Heidfeld         | Prost-Peugeot     | 1:40,148 | 19    |
| 20   | Pedro Diniz           | Sauber-Petronas   | 1:40,521 | 20    |
| 21   | Marc Gené             | Minardi-Fondmetal | 1:40,662 | 21    |
| 22   | Gastón Mazzacane      | Minardi-Fondmetal | 1:42,078 | 22    |

### Rennen
| Pos. | Fahrer                | Konstrukteur      | Runden | Stopps | Zeit        | Start | Schnellste Runde |
| ---- | --------------------- | ----------------- | ------ | ------ | ----------- | ----- | ---------------- |
| 1    | Michael Schumacher    | Ferrari           | 56     | 2      | 1:35:54,235 | 01    | 1:39,064 (21.)   |
| 2    | David Coulthard       | McLaren-Mercedes  | 56     | 2      | + 0,732     | 03    | 1:39,529 (36.)   |
| 3    | Rubens Barrichello    | Ferrari           | 56     | 2      | + 18,444    | 04    | 1:39,302 (23.)   |
| 4    | Mika Häkkinen         | McLaren-Mercedes  | 56     | 2      | + 35,269    | 02    | 1:38,543 (34.)   |
| 5    | Jacques Villeneuve    | BAR-Honda         | 56     | 2      | + 1:10,692  | 06    | 1:40,160 (20.)   |
| 6    | Eddie Irvine          | Jaguar-Cosworth   | 56     | 2      | + 1:12,568  | 07    | 1:40,292 (18.)   |
| 7    | Alexander Wurz        | Benetton-Supertec | 55     | 2      | + 1:29,314  | 05    | 1:40,312 (19.)   |
| 8    | Mika Salo             | Sauber-Petronas   | 55     | 2      | + 1 Runde   | 17    | 1:40,896 (14.)   |
| 9    | Giancarlo Fisichella  | Benetton-Supertec | 55     | 1      | + 1 Runde   | 13    | 1:40,925 (53.)   |
| 10   | Jos Verstappen        | Arrows-Supertec   | 55     | 1      | + 1 Runde   | 15    | 1:41,104 (27.)   |
| 11   | Jean Alesi            | Prost-Peugeot     | 55     | 2      | + 1 Runde   | 18    | 1:41,634 (34.)   |
| 12   | Jarno Trulli          | Jordan-Mugen      | 55     | 3      | + 1 Runde   | 9     | 1:41,262 (33.)   |
| 13   | Gastón Mazzacane      | Minardi-Fondmetal | 50     | 2      | DNF         | 22    | 1:43,147 (24.)   |
| –    | Johnny Herbert        | Jaguar-Cosworth   | 48     | 1      | DNF         | 12    | 1:40,764 (27.)   |
| –    | Ricardo Zonta         | BAR-Honda         | 46     | 2      | DNF         | 11    | 1:40,498 (21.)   |
| –    | Ralf Schumacher       | Williams-BMW      | 43     | 1      | DNF         | 08    | 1:41,729 (42.)   |
| –    | Marc Gené             | Minardi-Fondmetal | 36     | 1      | DNF         | 21    | 1:41,928 (27.)   |
| –    | Jenson Button         | Williams-BMW      | 18     | 0      | DNF         | 16    | 1:42,226 (17.)   |
| –    | Heinz-Harald Frentzen | Jordan-Mugen      | 7      | 0      | DNF         | 10    | 1:44,557 (03.)   |
| –    | Pedro de la Rosa      | Arrows-Supertec   | 0      | 0      | DNF         | 14    | –                |
| –    | Nick Heidfeld         | Prost-Peugeot     | 0      | 0      | DNF         | 19    | –                |
| –    | Pedro Diniz           | Sauber-Petronas   | 0      | 0      | DNF         | 20    | –                |

## WM-Stände nach dem Rennen
Die ersten sechs des Rennens bekamen 10, 6, 4, 3, 2 bzw. 1 Punkt(e).

### Fahrerwertung
| Pos. | Fahrer                | Konstrukteur      | Punkte |
| ---- | --------------------- | ----------------- | ------ |
| 01   | Michael Schumacher    | Ferrari           | 108    |
| 02   | Mika Häkkinen         | McLaren-Mercedes  | 89     |
| 03   | David Coulthard       | McLaren-Mercedes  | 73     |
| 04   | Rubens Barrichello    | Ferrari           | 62     |
| 05   | Ralf Schumacher       | Williams-BMW      | 24     |
| 06   | Giancarlo Fisichella  | Benetton-Supertec | 18     |
| 07   | Jacques Villeneuve    | BAR-Honda         | 17     |
| 08   | Jenson Button         | Williams-BMW      | 12     |
| 09   | Heinz-Harald Frentzen | Jordan-Mugen      | 11     |
| 10   | Jarno Trulli          | Jordan-Mugen      | 6      |
| 11   | Mika Salo             | Sauber-Petronas   | 6      |
| 12   | Jos Verstappen        | Arrows-Supertec   | 5      |

| Pos. | Fahrer           | Konstrukteur      | Punkte |
| ---- | ---------------- | ----------------- | ------ |
| 13   | Eddie Irvine     | Jaguar-Cosworth   | 4      |
| 14   | Ricardo Zonta    | BAR-Honda         | 3      |
| 15   | Pedro de la Rosa | Arrows-Supertec   | 2      |
| 16   | Alexander Wurz   | Benetton-Supertec | 2      |
| 17   | Pedro Diniz      | Sauber-Petronas   | 0      |
| 18   | Johnny Herbert   | Jaguar-Cosworth   | 0      |
| 19   | Marc Gené        | Minardi-Fondmetal | 0      |
| 20   | Nick Heidfeld    | Prost-Peugeot     | 0      |
| 21   | Gastón Mazzacane | Minardi-Fondmetal | 0      |
| 22   | Jean Alesi       | Prost-Peugeot     | 0      |
| 23   | Luciano Burti    | Jaguar-Cosworth   | 0      |

### Konstrukteurswertung
| Pos. | Konstrukteur      | Punkte |
| ---- | ----------------- | ------ |
| 01   | Ferrari           | 170    |
| 02   | McLaren-Mercedes  | 152    |
| 03   | Williams-BMW      | 36     |
| 04   | Benetton-Supertec | 20     |
| 05   | BAR-Honda         | 20     |
| 06   | Jordan-Mugen      | 17     |

| Pos. | Konstrukteur      | Punkte |
| ---- | ----------------- | ------ |
| 07   | Arrows-Supertec   | 7      |
| 08   | Sauber-Petronas   | 6      |
| 09   | Jaguar-Cosworth   | 4      |
| 10   | Minardi-Fondmetal | 0      |
| 11   | Prost-Peugeot     | 0      |

Anmerkungen
1. ↑  Aufgrund eines fehlenden FIA-Siegels an Mika Häkkinens Auto beim Großen Preis von Österreich wurden McLaren-Mercedes nachträglich zehn Konstrukteurspunkte aberkannt.